# Federico, principe del Galles
Federico Luigi di Hannover (Hannover, 1º febbraio 1707 – St. James's Palace, 31 marzo 1751) fu principe di Galles e duca di Gloucester, come rappresentante del casato di Hannover fu un membro della famiglia reale britannica, figlio maggiore di re Giorgio II di Gran Bretagna. Non divenne mai re perché morì 9 anni prima del padre, alla morte del quale fu suo figlio a salire sul trono con il nome di Giorgio III.

## Biografia

### I primi anni

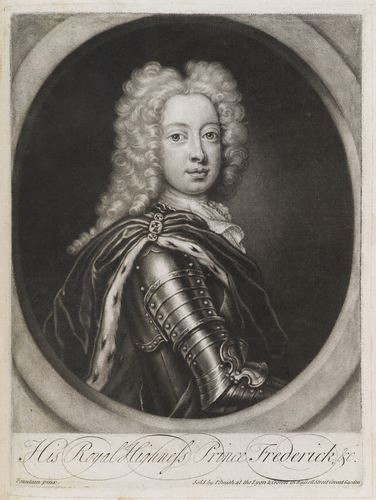
Il Principe Federico nel 1724

Il Principe Federico di Hannover (talvolta presentato come Federico Luigi), era nipote dell'Elettore di Hannover (poi Giorgio I d'Inghilterra) e nacque pertanto ad Hannover, in Germania, dal momento che la sua famiglia non aveva ancora ottenuto la corona inglese alla sua nascita. Egli venne battezzato coi nomi di Federico Luigi ed ottenne il titolo di Duca. Suoi padrini furono il nonno elettore ed il suo prozio, Federico I di Prussia. I suoi genitori, il Principe Giorgio del Galles (poi Giorgio II d'Inghilterra) e la Margravia Carolina di Ansbach, furono chiamati in Inghilterra dopo l'ascesa al trono di Giorgio I e dovettero lasciare Hannover non rivedendo il figlio sino al 1728 quando ormai era un uomo adulto. Questa distanza va anche ricercata nel fatto che probabilmente la coppia non aveva un grande amore per Federico e gli preferiva di gran lunga gli altri figli, dal momento che egli era soprannominato "Griff", con ironico riferimento all'animale fantastico, il grifone che poca bellezza e grazia ispira.
Suo nonno, ad ogni modo, lo integrò perfettamente nella nobiltà inglese conferendogli il titolo di Duca di Edimburgo, Marchese di Isle of Ely, Conte di Eltham, Visconte di Launceston e Barone di Snaudon a partire dal 26 luglio 1726. Snaudon è la grafia antica per l'attuale Snowdon.

### Principe del Galles e patrono delle arti

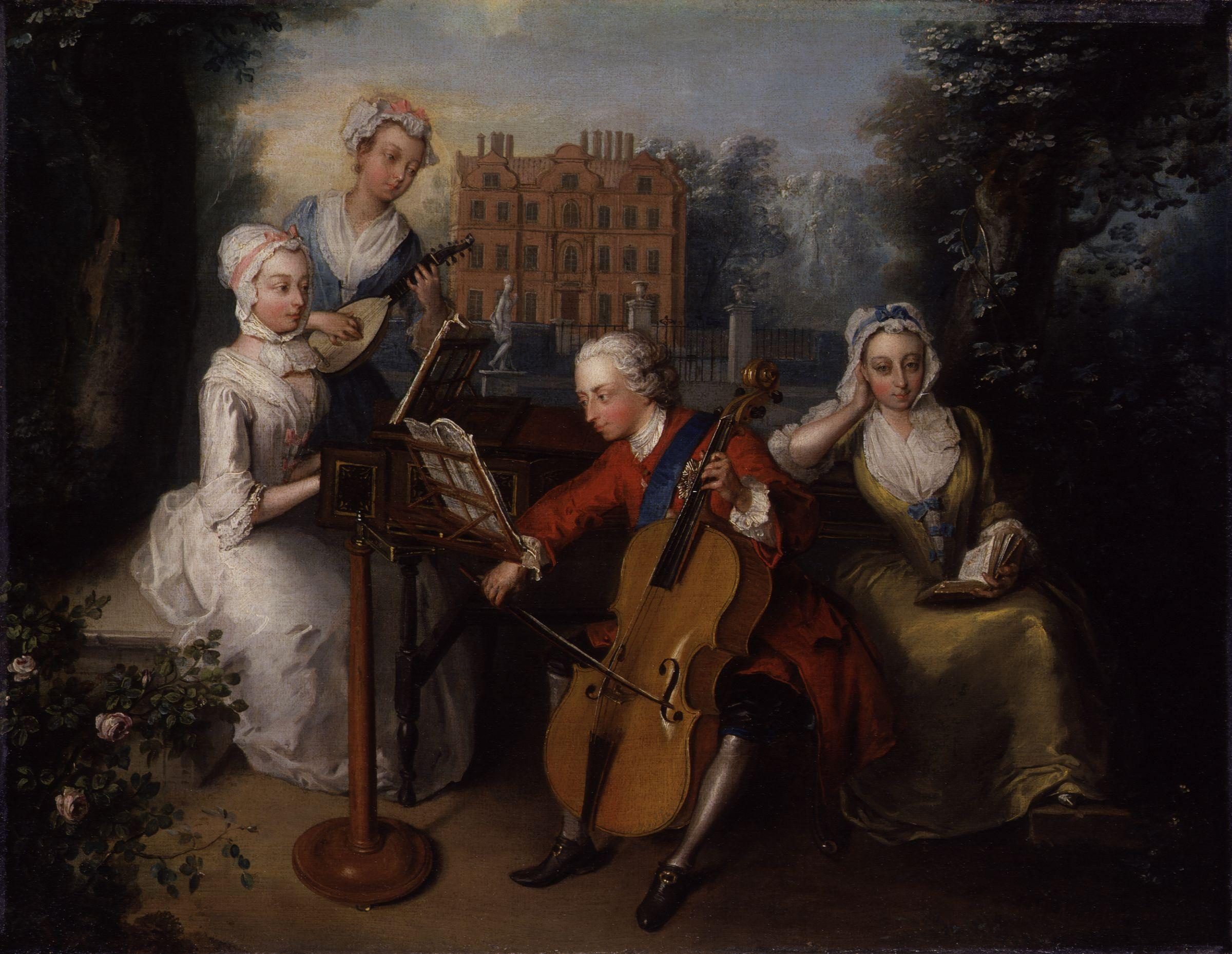
Il Principe del Galles, c. 1733, con le sue sorelle, Anna, Carolina e Amelia.

I motivi di dissidio tra Federico e i suoi genitori erano dovuti anche al fatto che egli sin da giovane era stato usato dal nonno come rappresentante dei genitori nell'Hannover, il che lo aveva consacrato ad una posizione di rilievo. Egli non fece ritorno in Inghilterra sino all'incoronazione di Giorgio II l'11 giugno 1727, rimanendo conosciuto col nome di Federico Luigi di Hannover anche quando venne creato Principe di Galles l'8 gennaio 1729.
Stabilì la sua residenza a Leicester House ove tenne corte, supportando l'Opera della Nobiltà presso Lincoln's Inn Fields, la quale era notoriamente rivale di Handel, il quale era sponsorizzato dal teatro reale di Drury Lane. Federico, sostenitore di Porpora e Farinelli, era un genuino amante della musica: egli suonava il violoncello ed il pittore Philip Mercier lo dipinse così in un famoso ritratto oggi conservato alla National Portrait Gallery collection . Amava molto anche le scienze naturali e le arti. Uno dei risultati del patronato delle arti di Federico fu la composizione di "Rule, Britannia!", una delle più conosciute canzoni patriottiche inglesi. Essa venne scritta dal poeta scozzese James Thomson come parte dell'opera Alfred che venne rappresentata per la prima volta nel 1745 a Cliveden, nella casa di campagna del Principe di Galles.
L'opera legava fortemente l'immagine del Principe del Galles con l'eroe-re Alfredo il Grande che sconfigge i Vichinghi e costituisce nel contempo la gloria della flotta inglese con la quale l'Inghilterra dominerà i mari nei secoli; questo era un chiaro riferimento alle mire ed alle aspirazioni politiche di Federico.
Tra gli altri artisti supportati da Federico di Hannover si ricordano Jean-Baptiste van Loo, Philip Mercier, John Wootton, William Kent e William Chambers.
Fu iniziato in Massoneria da Jean Théophile Désaguliers nel palazzo di Kew, e nel 1737 fu il primo membro della Casa reale ad essere eletto Gran maestro della Massoneria inglese.

### Passioni e problemi finanziari

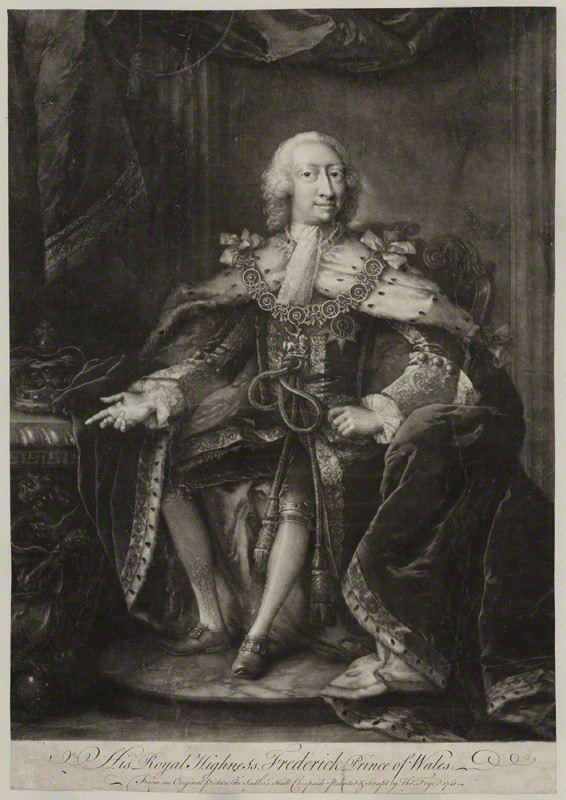
Federico, Principe del Galles, nel 1741

Per la sua voglia di competere col padre, Federico accumulò ben presto grandi debiti, che poterono spesso essere saldati solo grazie all'amico George Bubb Dodington. Il padre del principe infatti si era categoricamente rifiutato di aiutarlo finanziariamente, a causa dell'opposizione che il figlio gli manifestava.
Malgrado Federico, soprattutto in gioventù, fosse stato uno spendaccione ed un donnaiolo, dopo il matrimonio condusse una vita moderata: nel 1736 impalmò la sedicenne Augusta di Sassonia-Gotha, e divenne ben presto un ottimo marito ed un buon padre di famiglia. Si prese cura dei nove figli e si trasferì con la famiglia a Cliveden, essendo stato ufficialmente bandito dalla corte di Londra.
Con Federico, inoltre, giunse e si diffuse in Inghilterra il cricket, uno dei più popolari sport che fanno parte della cultura anglosassone. La prima menzione che lo stesso Federico fa di questo sport risale ad una partita che giocò il 28 settembre 1731 a Kennington Common.

### Gli ultimi anni
Le ambizioni politiche di Federico di Hannover, ad ogni modo, rimasero inespresse in quanto egli morì prematuramente all'età di 44 anni. Causa del decesso fu un ematoma che si complicò in gangrena dopo che una palla da cricket o da tennis lo colpì. Federico morì a Leicester House a Londra e venne sepolto nell'Abbazia di Westminster.

## Matrimoni e figli
Sposò, il 27 aprile 1736, Augusta di Sassonia-Gotha-Altenburg (1719–1772), figlia di Federico II di Sassonia-Gotha-Altenburg, presso la cappella Reale di St. James's Palace, a Londra. Ebbero nove figli:
- Principessa Augusta (31 luglio 1737–23 marzo 1813), sposò il duca Carlo Guglielmo Ferdinando di Brunswick-Wolfenbüttel
- Giorgio III del Regno Unito (4 giugno 1738–29 gennaio 1820)
- Edoardo, duca di York (14 marzo 1739–17 settembre 1767)
- Principessa Elisabetta, (30 dicembre 1740–4 settembre 1759)
- Guglielmo, duca di Gloucester ed Edimburgo (14 novembre 1743–25 agosto 1805)
- Enrico, duca di Cumberland (7 novembre 1745–18 settembre 1790)
- Principessa Luisa (19 marzo 1749–13 maggio 1768)
- Principe Federico (13 maggio 1750–29 dicembre 1765)
- Principessa Carolina Matilde (22 luglio 1751–10 maggio 1775), postuma. Sposò suo cugino Cristiano VII di Danimarca.

## Titoli
In Hannover:
- 1º febbraio 1707 – 1º agosto 1714: Sua Altezza Federico Luigi, Principe di Brunswick-Lüneburg

In Gran Bretagna:
- 1º agosto 1714 – 10 gennaio 1717: Sua Altezza Reale il Principe Federico, Principe di Gran Bretagna, Francia e Irlanda, Duca di Brunswick-Lüneburg
- 10 gennaio 1717 – 3 luglio 1717: Sua Altezza Reale il Principe Federico, II Duca di Gloucester, Principe di Gran Bretagna, Francia e Irlanda, Duca di Brunswick-Lüneburg
- 3 luglio 1717 – 26 luglio 1726: Sua Altezza Reale il Principe Federico, Il Duca di Gloucester, Principe di Gran Bretagna, Francia e Irlanda, Duca di Brunswick-Lüneburg, K.G.
- 26 luglio 1726 – 11 giugno 1727: Sua Altezza Reale il Principe Federico, II Duca di Gloucester, Duca d'Edimburgo, Marchese dell'Isola di Ely, Conte di Eltham, Visconte di Launceston e Barone di Snaudon, Principe di Gran Bretagna, Francia e Irlanda, Duca di Brunswick-Lüneburg, K.G.
  - In Scozia: Sua Altezza Reale il Principe Federico, Il Duca d'Edimburgo, Principe di Gran Bretagna, Francia e Irlanda, Duca di Brunswick-Lüneburg, K.G.
- 11 giugno 1727 – 8 gennaio 1729: Sua Altezza Reale il Principe Federico, II Duca di Cornovaglia, Duca di Rothesay, Duca di Gloucester, Duca d'Edimburgo, Marchese dell'Isola di Ely, Conte di Carrick, Conte di Eltham, Visconte di Launceston, Barone di Snaudon, Barone di Renfrew, Lord delle Isole e Principe e Gran Intendente di Scozia, Principe di Gran Bretagna, Principe ereditario di Brunswick-Lüneburg, K.G.
  - In Scozia, 11 giugno 1727 – 31 marzo 1751: Sua Altezza Reale il Principe Federico, Il Duca di Rothesay, Duca d'Edimburgo, Conte di Carrick, Barone di Renfrew, Lord delle Isole e Principe e Gran Intendente di Scozia, Principe ereditario di Brunswick-Lüneburg, K.G.
- 8 gennaio 1729 – 31 marzo 1751: Sua Altezza Reale il Principe Federico, Il Principe del Galles e Conte di Chester, Duca di Cornovaglia, Duca di Rothesay, Duca di Gloucester, Duca d'Edimburgo, Marchese dell'Isola di Ely, Conte di Carrick, Conte di Eltham, Visconte di Launceston, Barone di Snaudon, Barone di Renfrew, Lord delle Isole e Principe e Gran Intendente di Scozia, Principe di Gran Bretagna, Principe ereditario di Brunswick-Lüneburg, K.G.

## Ascendenza
|                                          |                                   |                                           | Genitori                                |  |  | Nonni |  |  | Bisnonni                              |  |  | Trisnonni                     |  |
|                                          |                                   |                                           |                                         |  |  |       |  |  | Ernesto Augusto di Brunswick-Lüneburg |  |  | Giorgio di Brunswick-Lüneburg |  |
|                                          |                                   |                                           |                                         |  |  |       |  |  | Ernesto Augusto di Brunswick-Lüneburg |  |  | Giorgio di Brunswick-Lüneburg |  |
|                                          |                                   | Anna Eleonora di Assia-Darmstadt          |                                         |  |  |       |  |  | Ernesto Augusto di Brunswick-Lüneburg |  |  |                               |  |
| Giorgio I di Gran Bretagna               |                                   |                                           |                                         |  |  |       |  |  | Ernesto Augusto di Brunswick-Lüneburg |  |  |                               |  |
|                                          |                                   | Sofia del Palatinato                      | Federico V del Palatinato               |  |  |       |  |  |                                       |  |  |                               |  |
|                                          |                                   | Sofia del Palatinato                      | Federico V del Palatinato               |  |  |       |  |  |                                       |  |  |                               |  |
|                                          |                                   | Sofia del Palatinato                      | Elisabetta Stuart                       |  |  |       |  |  |                                       |  |  |                               |  |
| Giorgio II di Gran Bretagna              |                                   | Sofia del Palatinato                      |                                         |  |  |       |  |  |                                       |  |  |                               |  |
|                                          |                                   | Giorgio Guglielmo di Brunswick-Lüneburg   | Giorgio di Brunswick-Lüneburg           |  |  |       |  |  |                                       |  |  |                               |  |
|                                          |                                   | Giorgio Guglielmo di Brunswick-Lüneburg   | Giorgio di Brunswick-Lüneburg           |  |  |       |  |  |                                       |  |  |                               |  |
|                                          |                                   | Giorgio Guglielmo di Brunswick-Lüneburg   | Anna Eleonora di Assia-Darmstadt        |  |  |       |  |  |                                       |  |  |                               |  |
| Sofia Dorotea di Celle                   |                                   | Giorgio Guglielmo di Brunswick-Lüneburg   |                                         |  |  |       |  |  |                                       |  |  |                               |  |
|                                          |                                   | Éléonore d'Esmier d'Olbreuse              | Alexandre II d'Esmier d'Olbreuse        |  |  |       |  |  |                                       |  |  |                               |  |
|                                          |                                   | Éléonore d'Esmier d'Olbreuse              | Alexandre II d'Esmier d'Olbreuse        |  |  |       |  |  |                                       |  |  |                               |  |
|                                          |                                   | Éléonore d'Esmier d'Olbreuse              | Jacquette Poussard de Vandré            |  |  |       |  |  |                                       |  |  |                               |  |
| Federico di Hannover                     |                                   | Éléonore d'Esmier d'Olbreuse              |                                         |  |  |       |  |  |                                       |  |  |                               |  |
|                                          | Alberto II di Brandeburgo-Ansbach | Gioacchino Ernesto di Brandeburgo-Ansbach |                                         |  |  |       |  |  |                                       |  |  |                               |  |
|                                          | Alberto II di Brandeburgo-Ansbach | Gioacchino Ernesto di Brandeburgo-Ansbach |                                         |  |  |       |  |  |                                       |  |  |                               |  |
|                                          | Alberto II di Brandeburgo-Ansbach | Sofia di Solms-Laubach                    |                                         |  |  |       |  |  |                                       |  |  |                               |  |
| Giovanni Federico di Brandeburgo-Ansbach | Alberto II di Brandeburgo-Ansbach |                                           |                                         |  |  |       |  |  |                                       |  |  |                               |  |
|                                          |                                   | Sofia Margherita di Öttingen-Öttingen     | Gioacchino Ernesto di Öttingen-Öttingen |  |  |       |  |  |                                       |  |  |                               |  |
|                                          |                                   | Sofia Margherita di Öttingen-Öttingen     | Gioacchino Ernesto di Öttingen-Öttingen |  |  |       |  |  |                                       |  |  |                               |  |
|                                          |                                   | Sofia Margherita di Öttingen-Öttingen     | Anna Sibilla di Solms-Sonnenwalde       |  |  |       |  |  |                                       |  |  |                               |  |
| Carolina di Brandeburgo-Ansbach          |                                   | Sofia Margherita di Öttingen-Öttingen     |                                         |  |  |       |  |  |                                       |  |  |                               |  |
|                                          |                                   | Giovanni Giorgio I di Sassonia-Eisenach   | Guglielmo di Sassonia-Weimar            |  |  |       |  |  |                                       |  |  |                               |  |
|                                          |                                   | Giovanni Giorgio I di Sassonia-Eisenach   | Guglielmo di Sassonia-Weimar            |  |  |       |  |  |                                       |  |  |                               |  |
|                                          |                                   | Giovanni Giorgio I di Sassonia-Eisenach   | Eleonora Dorotea di Anhalt-Dessau       |  |  |       |  |  |                                       |  |  |                               |  |
| Eleonora Erdmuthe di Sassonia-Eisenach   |                                   | Giovanni Giorgio I di Sassonia-Eisenach   |                                         |  |  |       |  |  |                                       |  |  |                               |  |
|                                          |                                   | Giovannetta di Sayn-Wittgenstein          | Ernesto di Sayn-Wittgenstein            |  |  |       |  |  |                                       |  |  |                               |  |
|                                          |                                   | Giovannetta di Sayn-Wittgenstein          | Ernesto di Sayn-Wittgenstein            |  |  |       |  |  |                                       |  |  |                               |  |
|                                          |                                   | Giovannetta di Sayn-Wittgenstein          | Luisa Giuliana di Erbach-Erbach         |  |  |       |  |  |                                       |  |  |                               |  |
|                                          |                                   | Giovannetta di Sayn-Wittgenstein          |                                         |  |  |       |  |  |                                       |  |  |                               |  |